# Тынное
Тынное (укр. Тинне) — село, центр Тынненского сельского совета Сарненского района Ровненской области Украины.
Население по переписи 2001 года составляло 4322 человека. Почтовый индекс — 34544. Телефонный код — 3655. Код КОАТУУ — 5625488001.

## Местный совет
34544, Ровненская обл., Сарненский р-н, с. Тынное, ул. Мира, 12.